# Mar de Tétis

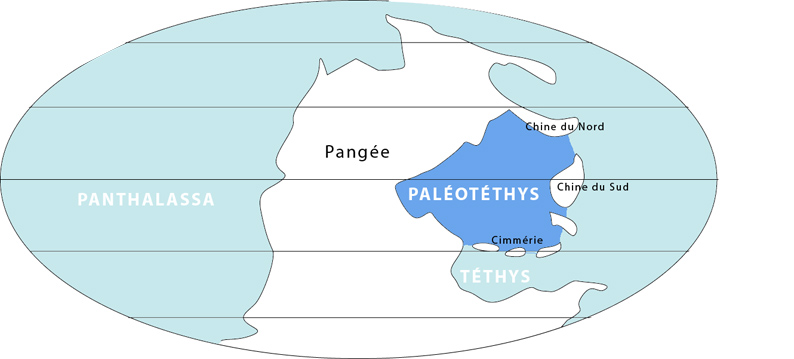
Distribuição dos continentes há 280 milhões de anos, durante o Pérmico. O continente de Ciméria deslocava-se para o norte substituindo o pelo mar de Tétis.

Mar de Tétis ou Oceano de Tétis foi um oceano que, durante o Mesozoico, separava duas grandes massas continentais, a Laurásia (a norte) e o Gondwana (a sul). Surgiu quando o supercontinente Pangeia iniciou a sua ruptura. Tétis corresponde ao proto-mediterrâneo. O seu nome provém da ninfa Tétis, mãe das Oceânides.